# Utecht
Utecht ist eine Gemeinde im Westen des Landkreises Nordwestmecklenburg in Mecklenburg-Vorpommern (Deutschland). Die Gemeinde wird vom Amt Rehna mit Sitz in der gleichnamigen Stadt verwaltet.

## Geografie
Die Gemeinde Utecht liegt zwischen Lübeck und Ratzeburg, am Nordostufer des Großen Ratzeburger Sees. Das Seeufer ist zugleich Grenze zu Schleswig-Holstein. Das Gebiet steigt vom Ratzeburger See (4 m ü. NHN) weiter östlich auf 82 m ü. NHN an.
Umgeben wird Utecht von den Nachbargemeinden Lüdersdorf im Norden, Thandorf im Osten, Schlagsdorf im Südosten, Römnitz und Bäk im Süden sowie Groß Sarau im Westen (teilweise Seegrenze).
Zu Utecht gehört der Ortsteil Campow.

## Geschichte
Aus einem slawischen Rundling entstanden und erstmals 1230 im Ratzeburger Zehntregister erwähnt, gehörte Utecht zum Johanniskloster in Lübeck, von 1375 bis 1747 zum Kapitel des Ratzeburger Doms und danach wieder als Exklave zu Lübeck. Eine Fähre über die Wakenitz verband damals Utecht mit den südlichen Vororten Lübecks. Durch das Groß-Hamburg-Gesetz kam Utecht 1937 zu Mecklenburg. 
Am 1. Juli 1950 wurden die bis dahin eigenständigen Gemeinden Campow und Neuhof bei Schlagsdorf eingegliedert. In der DDR-Zeit lag die Gemeinde unmittelbar an der innerdeutschen Grenze, die Einwohner der Ortsteile Neuhof und Campow mussten ihre Häuser verlassen – Neuhof wurde den Grenzsicherungsanlagen geopfert und geschleift. Als Einwohner des Grenzgebietes hatten die Utechter eine Sondergenehmigung im Personalausweis, ohne die das Dorf nicht betreten werden durfte (enge Verwandte hatten diesen Passierschein etwa vier Wochen vor ihrem Besuch in Utecht zu beantragen und in der damaligen Kreisstadt Gadebusch bei der Polizei abzuholen).

## Politik

### Wappen, Flagge, Dienstsiegel
Die Gemeinde verfügt über kein amtlich genehmigtes Hoheitszeichen, weder Wappen noch Flagge. Als Dienstsiegel wird das kleine Landessiegel mit dem Wappenbild des Landesteils Mecklenburg geführt. Es zeigt einen hersehenden Stierkopf mit abgerissenem Halsfell und Krone und der Umschrift „GEMEINDE UTECHT • LANDKREIS NORDWESTMECKLENBURG“.

## Sehenswürdigkeiten
- Frühere Post und Wohnhaus an der Dorfstraße von Utecht

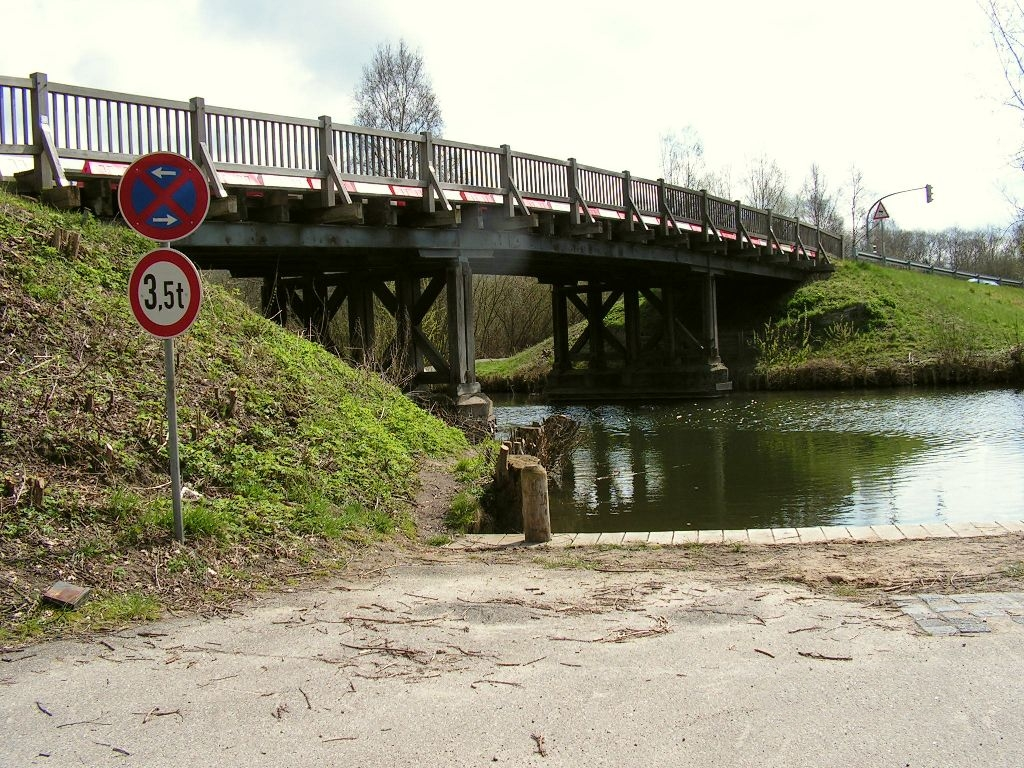
Ehemalige Brücke zwischen Rothenhusen und Utecht
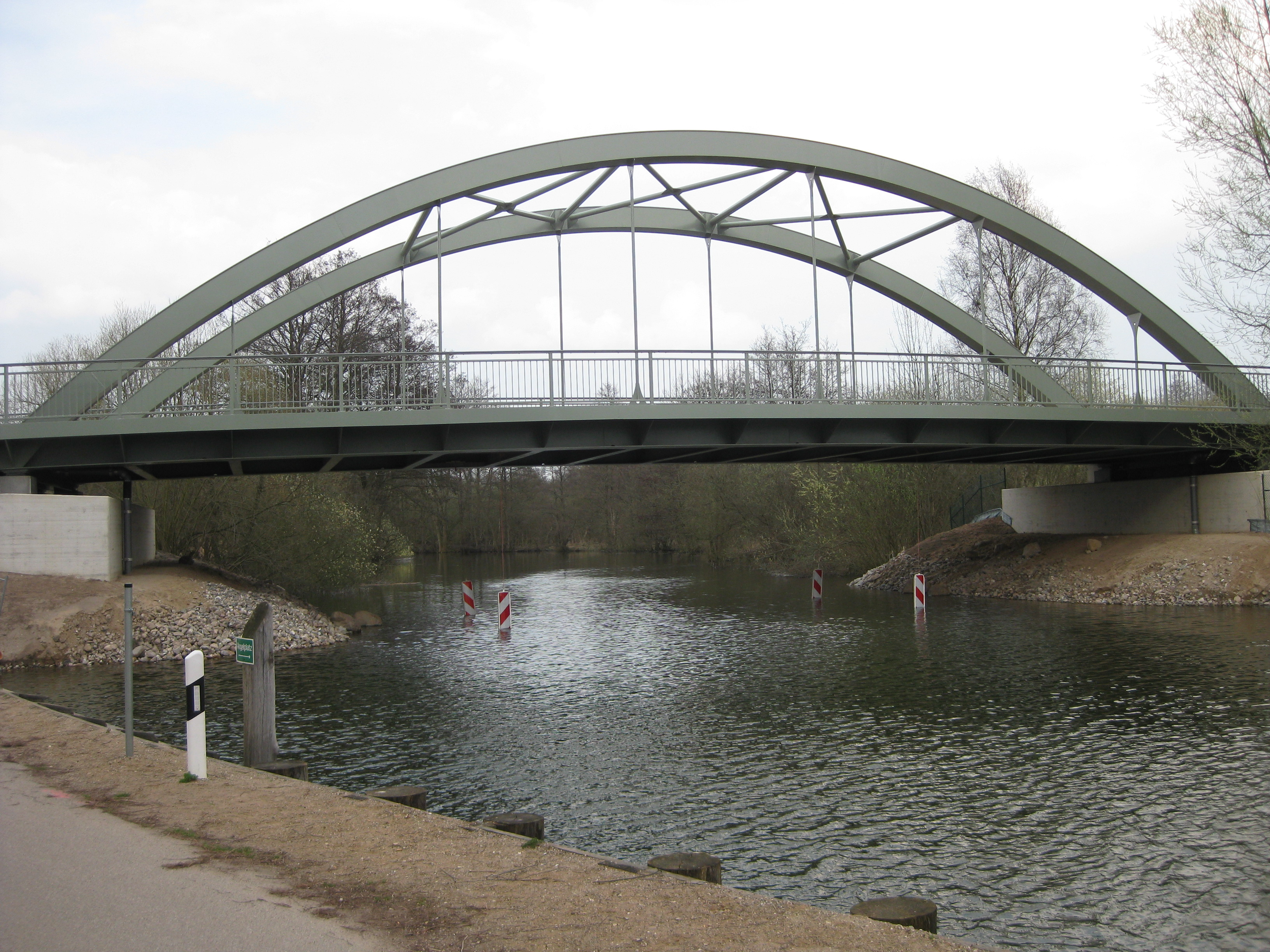
Neue Bogenbrücke (2009)

## Verkehrsanbindung
1995 wurde die Straße nach Rothenhusen (Ortsteil der schleswig-holsteinischen Gemeinde Groß Sarau) mit einer Brücke über die Wakenitz wiederhergestellt. Die Brücke wurde 2009 durch einen Neubau (Bogenbrücke) ersetzt. Als nördlichste Gemeinde im Biosphärenreservat Schaalsee und Anrainer des Großen Ratzeburger Sees sowie unweit der Bundesautobahn 20 (4 km Entfernung nach Norden) sieht Utecht nach Zeiten „verordneter Ruhe“ heute einer zunehmenden touristischen Erschließung der Ostseite des Sees entgegen.

## Persönlichkeiten
- Walter Schröder (1932–2022), Ruderer und Sportwissenschaftler, geboren in Campow